# Bajkowe-Piotrowo
Bajkowe-Piotrowo – osiedle mieszkaniowe w Tczewie, zwane również potocznie Bajkowym. Znajduje się w pobliżu osiedli: Prątnica i Suchostrzygi.

## Historia i teraźniejszość

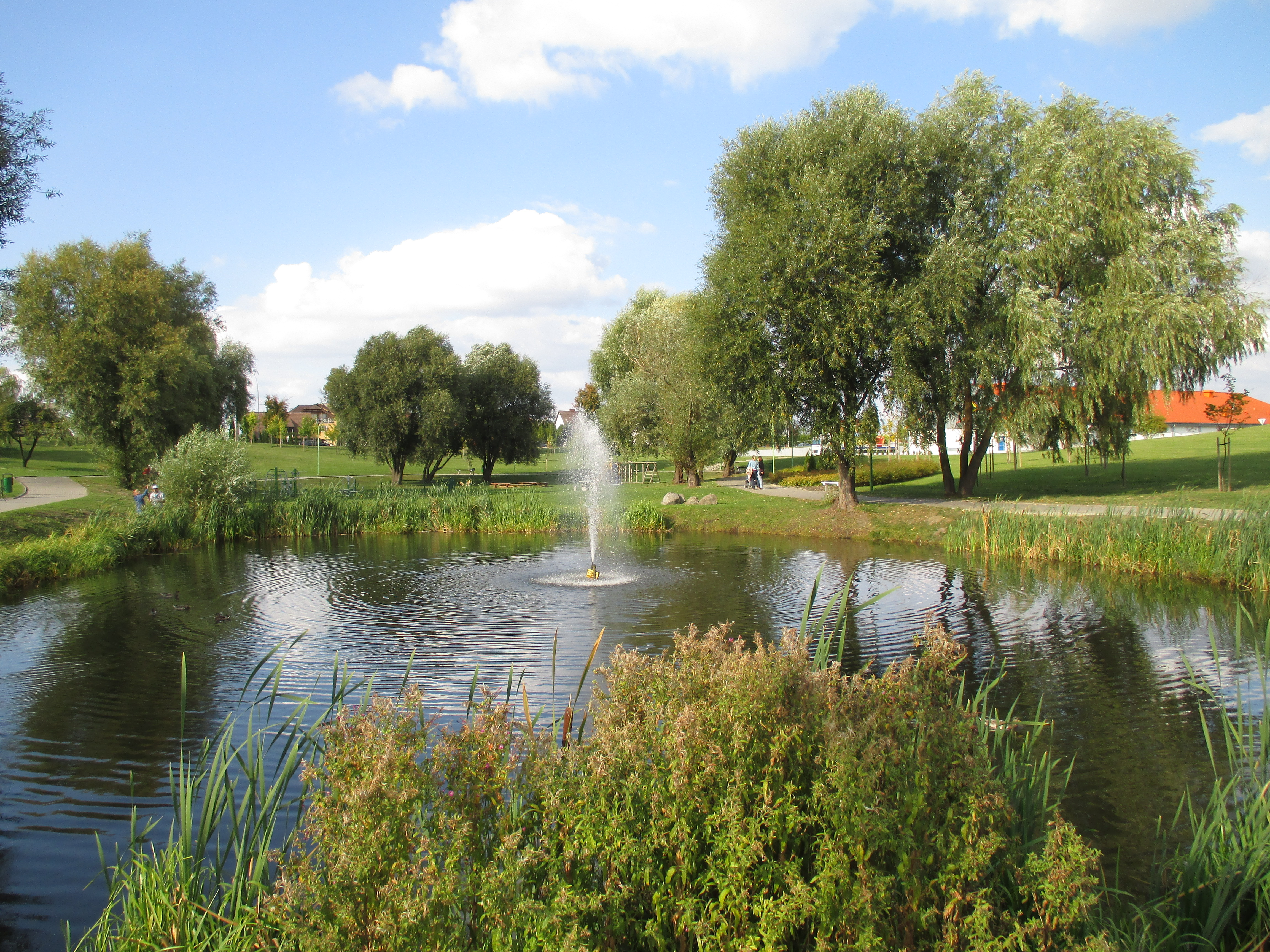
Staw przy ul. Kubusia Puchatka

Jest to jedno z najmłodszych osiedli mieszkaniowych w Tczewie. Zaczęło powstawać pod koniec lat 90. XX wieku na słabo zurbanizowanym obszarze, pomiędzy Aleją Solidarności (droga krajowa nr 91), ulicą Jagiellońską, aleją Kociewską oraz ulicą Szewczyka Dratewki i jest jedną z najszybciej rozwijających się części miasta. Wybudowano tam „miasteczko” składające się przeciętnie z dwu- do czteropiętrowych bloków mieszkaniowych, wkomponowanych w parkowy krajobraz z dwoma stawami i fontanną. Nazwy większości ulic nawiązują do tematyki bajek i bajkopisarzy, np. ulice Kubusia Puchatka, Jasia i Małgosi, Szewczyka Dratewki, Pinokia, Czerwonego Kapturka oraz Christiana Andersena i Jana Brzechwy.
Wyjątek w krajobrazie stanowi ulica Piotrowo, na której znajduje się budynek z zespołem folwarczno-parkowym z epoki istnienia wsi Piotrowo, który ze względu na zabytkowe atrybuty miał zostać odnowiony i wykorzystany dla dobra osiedla.

## Komunikacja
Dzięki przystankom rozlokowanym na ulicy Jagiellońskiej oraz alei Kociewskiej autobusy komunikacji miejskiej dowożą pasażerów do większości miejsc w mieście, m.in. do dworca PKP, Suchostrzyg, osiedla Garnuszewskiego, Starego Miasta, Czyżykowa oraz wsi Rokitki.